# Šibovska
Šibovska är ett vattendrag i Bosnien och Hercegovina.   Det ligger i entiteten Republika Srpska, i den centrala delen av landet, 130 km norr om huvudstaden Sarajevo.
Omgivningarna runt Šibovska är en mosaik av jordbruksmark och naturlig växtlighet. Runt Šibovska är det ganska tätbefolkat, med 67 invånare per kvadratkilometer.